# Actinocephalus polyanthus
Actinocephalus polyanthus är en gräsväxtart som först beskrevs av August Gustav Heinrich von Bongard, och fick sitt nu gällande namn av Paulo Takeo Sano. Actinocephalus polyanthus ingår i släktet Actinocephalus och familjen Eriocaulaceae.

## Underarter
Arten delas in i följande underarter:
- A. p. bifrons
- A. p. plumipes
- A. p. polyanthus

## Bildgalleri

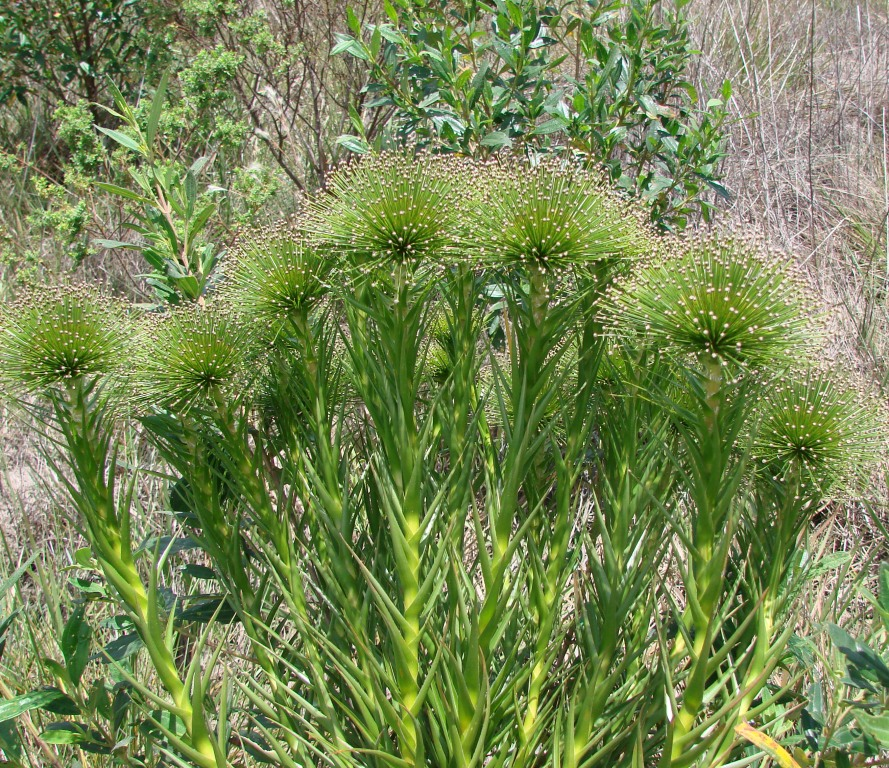
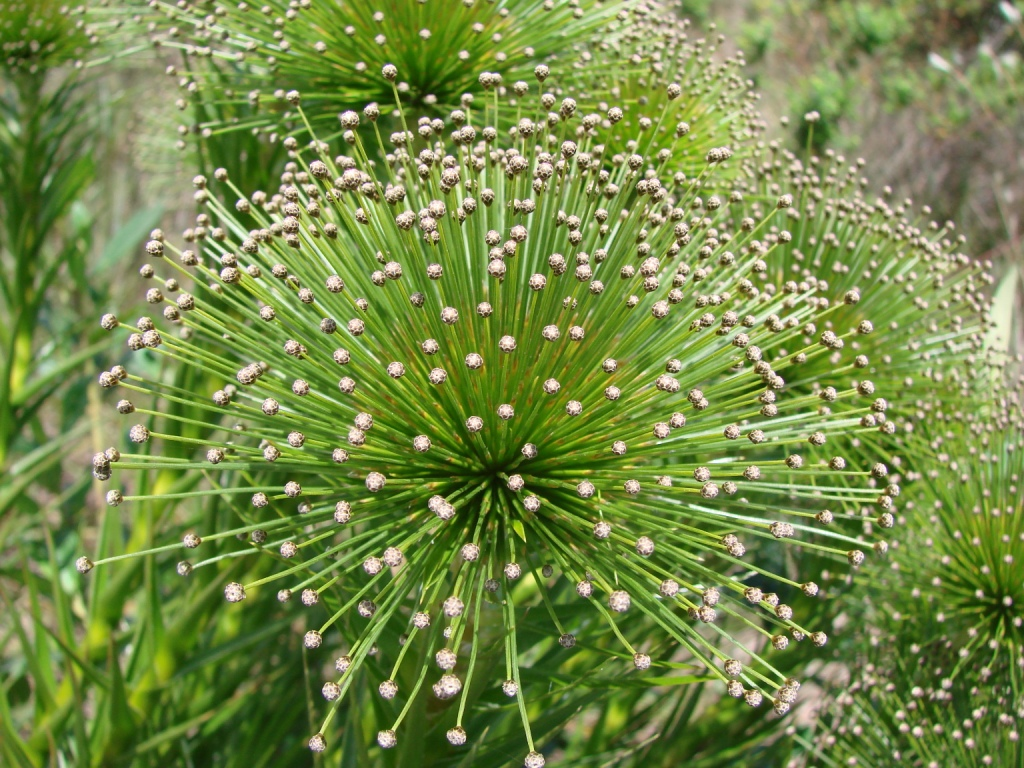
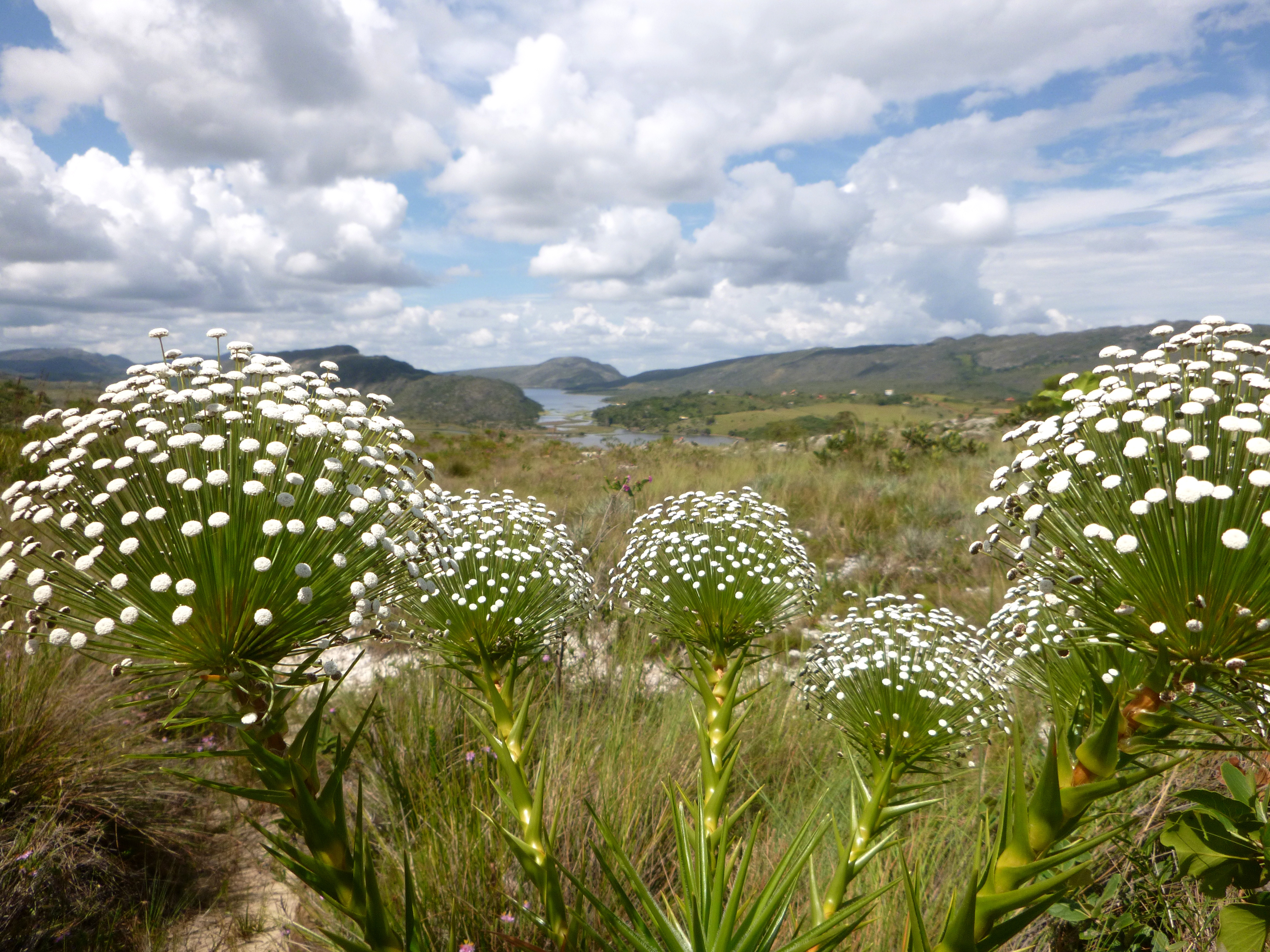
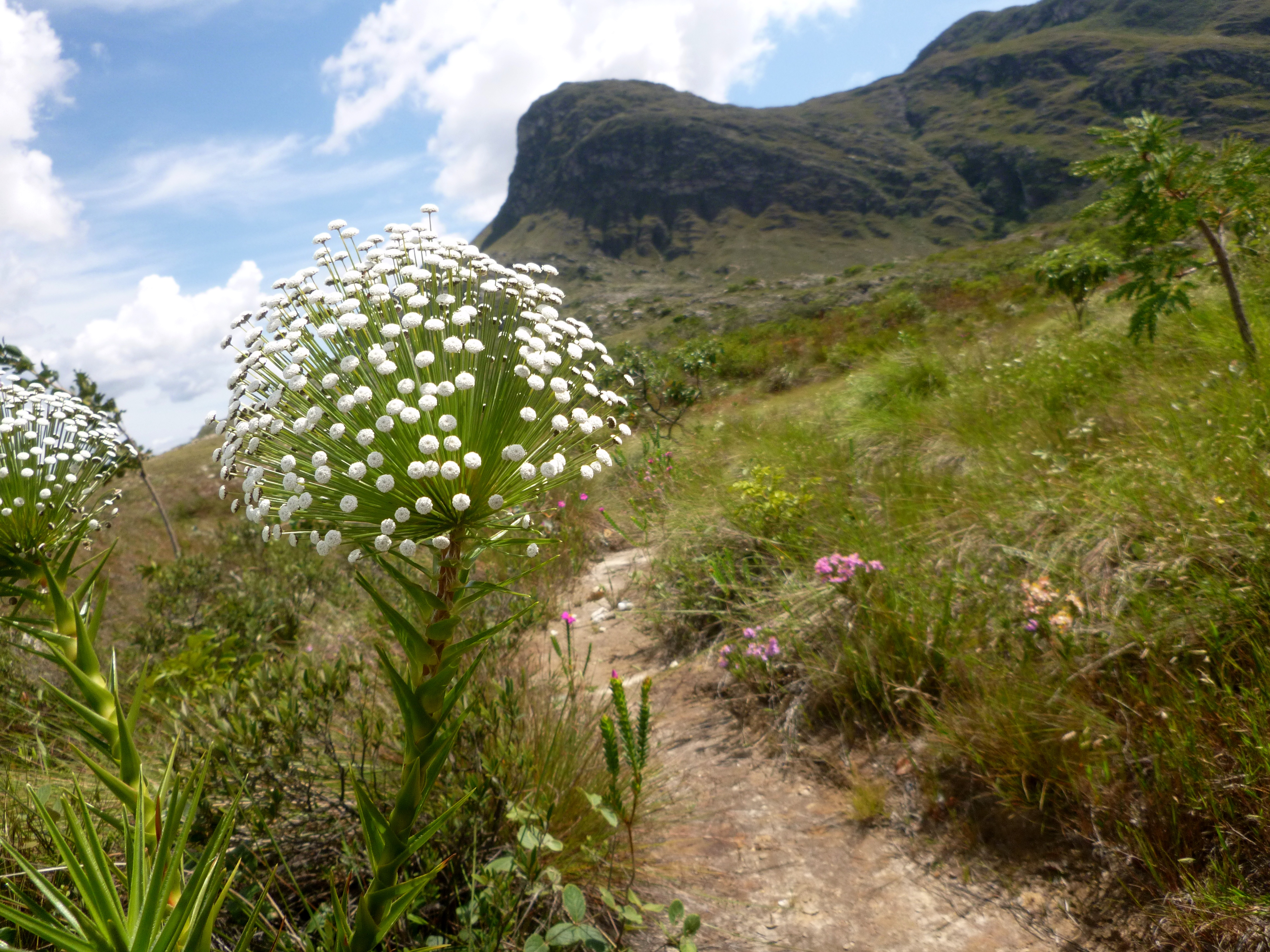
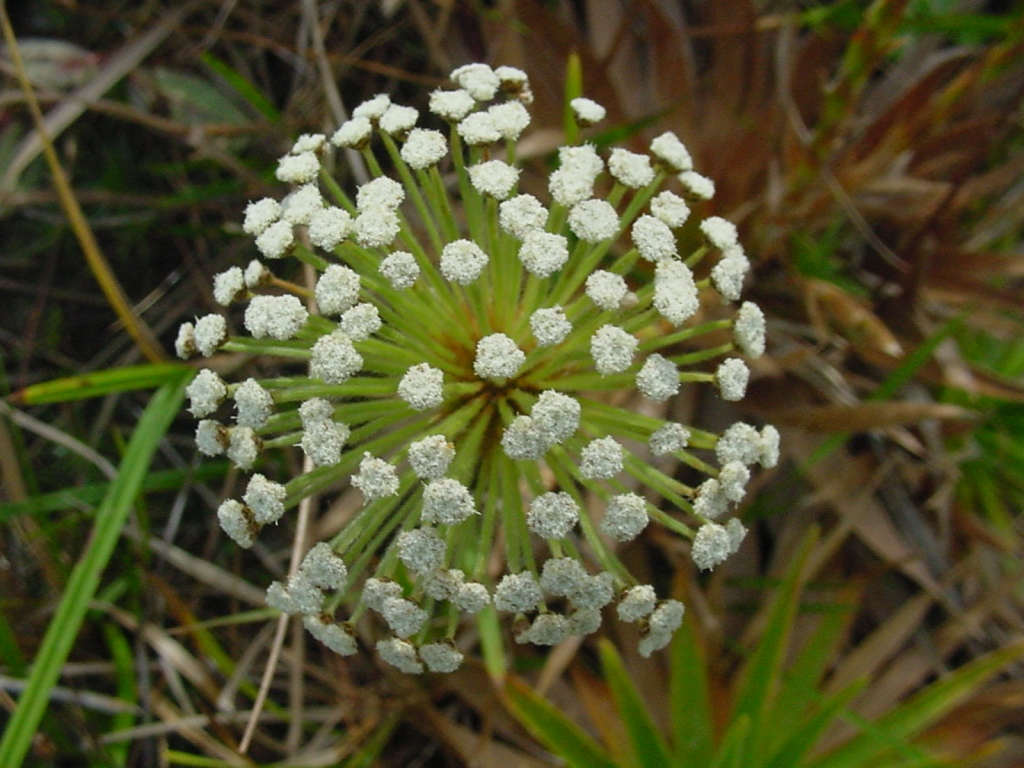
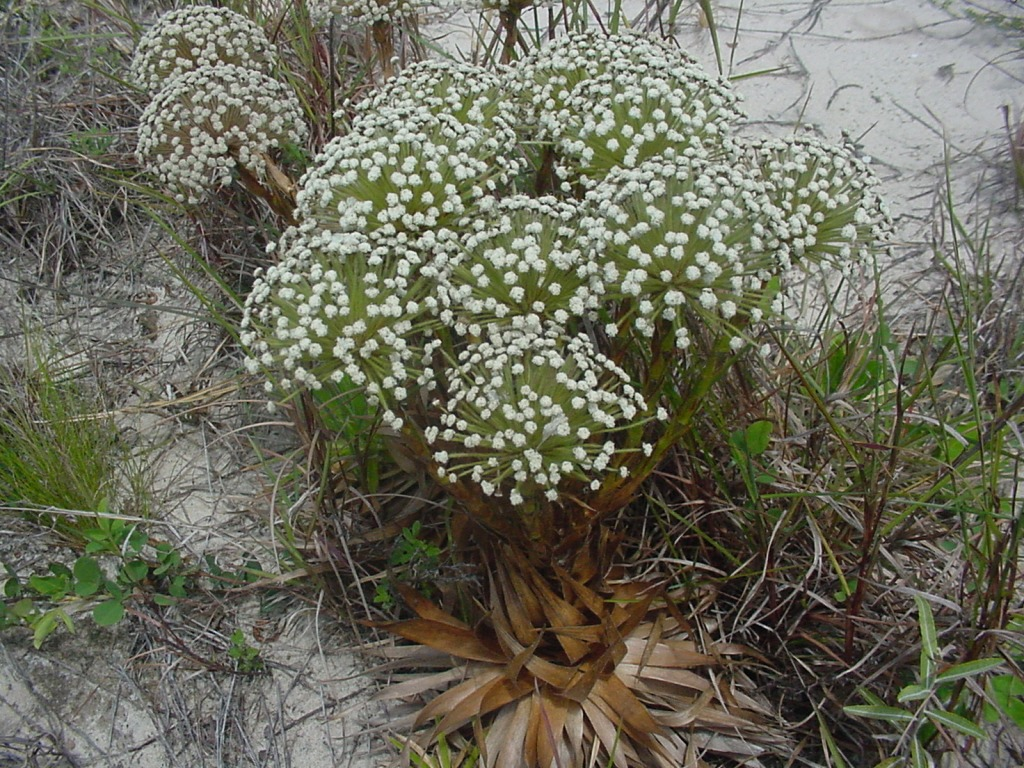